# Renault Type H
Der Renault Type H war ein früher Personenkraftwagen von Renault. Eine andere Bezeichnung lautet Renault Type H – 14 CV.

## Beschreibung
Dieses war sowohl der erste Renault mit einem Zweizylindermotor als auch der erste Renault mit einem selbst entwickelten und hergestellten Motor. Die Präsentation fand im April 1902 statt. Die nationale Zulassungsbehörde erteilte am 13. Mai 1902 seine Zulassung. Konstrukteur war Louis Renault. 1902 endete die Produktion. Nachfolger wurde der Renault Type N (c).
Bis auf den Motor ähnelte das Modell den Renault Type G und Renault Type J. Ein eigener Zweizylindermotor mit 100 mm Bohrung und 110 mm Hub leistete aus 1728 cm³ Hubraum 14 PS. Eine Quelle gibt davon abweichend 100 bis 110 mm Bohrung, 110 bis 120 mm Hub und 1728 bis 2281 cm³ Hubraum an. Der Wasserkühler war seitlich des Motors montiert. Die Motorleistung wurde über eine Kardanwelle an die Hinterachse geleitet. Die Höchstgeschwindigkeit war je nach Übersetzung mit 46 km/h bis 74 km/h angegeben.
Bei einem Radstand von 190 cm war das Fahrzeug 300 cm lang, 145 cm breit und 150 cm hoch. Das Leergewicht betrug 800 kg. Zur Wahl standen Tonneau und Landaulet.